# Kenneth Perez
Kenneth Perez Dahl Jensen (Koppenhága, 1974. augusztus 29. –), dán válogatott labdarúgó.
A dán válogatott tagjaként részt vett a 2004-es Európa-bajnokságon.

## Sikerei, díjai
FC København
- Dán kupagyőztes (1): 1996–97

Ajax
- Holland szuperkupagyőztes (1): 2006

Twente
- Holland bajnok (1): 2009–10